# Polímetre

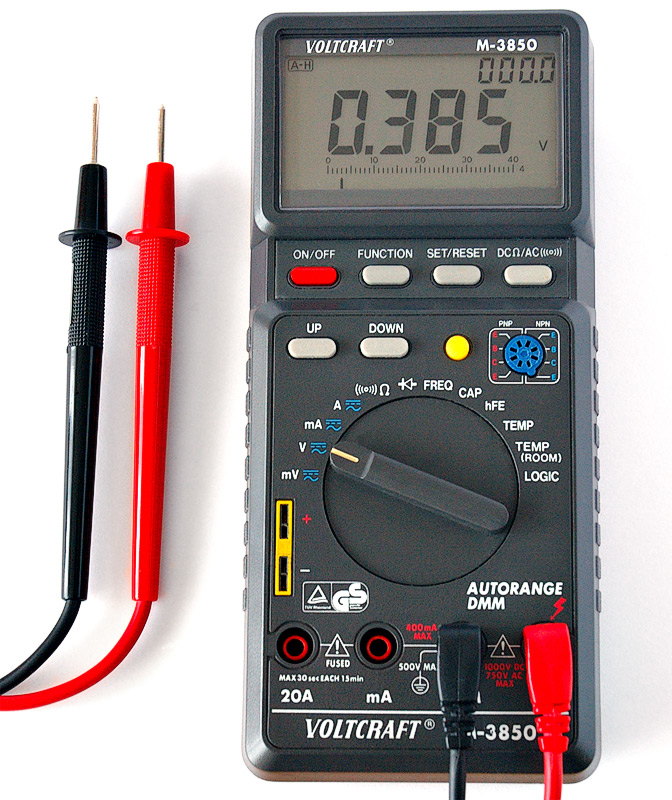
digital multimeter

Un polímetre, també anomenat multímetre o tester, és un instrument de mesura electrònic que mesura magnituds elèctriques, ja siguin actives (corrents, potencials...) o passives (resistències, capacitats…). Pot fer mesures en corrent continu o en corrent altern, depenent de l'instrument.
Els podem agrupar en dos grups: 
- analògics: la magnitud que es mesura és representada amb un dial graduat i una agulla.
- digitals(DMM): la magnitud es representa com un valor numèric en un display.

## Introducció
És un aparell tècnic molt versàtil, que es basa en la utilització d'un instrument de mesura (un galvanòmetre molt sensible). Per poder mesurar cada una de les magnituds elèctriques, aquest galvanòmetre s'ha de completar amb un determinat circuit elèctric, que dependrà de dues característiques del galvanòmetre: la resistència interna (Ri) i la inversa de la sensibilitat. Aquesta última és la intensitat que, aplicada directament als borns del galvanòmetre, fa que l'agulla arribi al fons de l'escala.A part del galvanòmetre, el polímetre també consta d'altres elements: L'escala múltiple, per la qual es desplaça una agulla que. permet llegir els valors de les diferents magnituds en els diferents marges de mesura. Un
commutador que permet canviar la funció del polímetre perquè actiu com ha mesurador en totes les seves versions i marges de mesura. Dos o més borns elèctrics permeten connectar el polímetre als circuits o components exteriors els quals els seus valors s'intenten mesurar. Els borns d'accés solen tenir colors per facilitar la correcció de les connexions exteriors. Quan es mesura en CC (corrent continu), sol ser de color vermell, la de major potencial (o potencial +) i la de color negre sol ser la de menor potencial (o potencial -)
La majoria porta com a mínim un amperímetre, un voltímetre i un òhmmetre. Altres funcions disponibles en algunes unitats són:
1. Un comprovador de continuïtat, que xiula quan hi ha conducció elèctrica entre les dues sondes.
2. Representació en pantalla digital (en comptes d'una escala analògica) de la magnitud que s'està mesurant.
3. Un amplificador per percebre voltatges i corrents menuts i elevats resistències.
4. Mesura d'inductàncies i capacitàncies. Ajuda a comprovar els components, sobretot als tècnics que han d'elaborar i reparar equips.
5. Comprovador de díodes i transistors. Especialment popular entre els reparadors d'equips.
6. Escales de temperatura per a termoacobladors estàndard. Permet connectar sondes de temperàtura (generalment resistències de platí) i calibrar l'escala ràpidament.
7. Un oscil·lador de freqüència mitjana, un detector i un amplificador d'ones amb altaveu, per a fer diagnosi i ajustos en circuits de ràdio. Açò sol ser un estàndard en bastants models russos. És un substitut prou barat i compacte d'un oscil·loscopi. Permet escoltar el senyal en comptes de veure'l.
8. Un oscil·loscopi de velocitat de mostreig per sobre del milió de mostres per segon. Està implantant-se en els polímetres de gamma mitjana controlats per ordinador, o fins i tot els polímetres dins de l'ordinador.
9. Comprovador telefònic.
10. Comprovador de circuits d'automoció.
11. Emmagatzematge dels voltatges màxim i mìnim.

## Història
La seva invenció ve donada de la mà de Donald Macadie, un enginyer de la British Post Office, a qui se li va ocórrer l'enginyosa idea d'unificar 3 aparells en un, com són l'amperímetre, el voltímetre i, finalment, l'òhmmetre, d'aquí ve el nom de multímetre AVO. Aquesta magnífica creació va facilitar el treball a totes les persones que estudiaven qualsevol àmbit de l'electrònica.
Donald Macadie va ser un dels responsables de la creació del polímetre, també anomenat multímetre o tester, va ser un enginyer del British Post Office, va néixer l'any 1871 i va morir l'any 1956,[1] i el van enterrar en el cementiri britànic de Pernes. La seva idea va ser unificar tres aparells en un: amperímetre, voltímetre i ohmímetre, i d'aquesta idea ve aquest nom, Multímetre, multi, derivat del llatí, de significat moltes, i metre de significat la mesura. Un dels primers aparells que va crear el van anomenar AVO.

## Com mesurar amb el multímetre digital

### Mesurant tensions
Amb el selector a un voltatge (volts) aproximat o superior a l'esperat i el cable vermell connectat a VΩ, tocar amb les clavilles dos punts d'un circuit tancat (connexió en paral·lel). Si volem mesurar voltage absolut, col·loquem la clavilla negra en qualsevol massa i l'altra en el circuit. Anar baixant el voltatge del selector fins a una lectura superior a la seleccionada. Cal descartar aquesta i utilitzar l'anterior.

### Mesurant resistències
Es mesura la resistència d'elements extrets del circuit, sense corrent. Cal col·locar el selector a resistència (ohms) i en l'escala apropiada a la mida de la resistència que volem mesurar. Tocar amb les clavilles els extrems de l'element, amb cura que no hi toquin els dits o qualsevol altra massa.

### Mesurant intensitats
Amb el selector a una intensitat (ampers) aproximada o superior a l'esperada i el cable vermell connectat a mA o 10A, tocar amb les clavilles els dos extrems d'un circuit obert (connexió en sèrie).